# Gimnur espinós
El gimnur espinós (Podogymnura aureospinula) és una espècie de gimnur endèmica de les Filipines. El seu hàbitat natural són els boscos secs tropicals o subtropicals. Està amenaçat per la pèrdua d'hàbitat.